# Idaea straminaria
Idaea straminaria là một loài bướm đêm trong họ Geometridae.